# Peter Bauer (Snowboarder)
Peter Bauer (* 28. Februar 1967 in Schliersee) ist ein ehemaliger deutscher Snowboarder. Er zählt zu den einflussreichsten Athleten der frühen Snowboard-Geschichte. Bauer wurde elfmal deutscher Meister, fünfmal Europäischer Meister, viermal Weltmeister und einmal Vize-Weltmeister in der Overall-Wertung sowie gewann 84 Weltcups.

## Biographie
Bauer stand schon mit zwei Jahren auf den Ski, weil direkt seinem Wohnhaus gegenüber ein Lift existierte. Als Jugendlicher fuhr er bei Skirennen mit und im Sommer auch Skateboard und betrieb auf den heimischen Seen Windsurfing. Zwischen seinem 15. und 18. Lebensjahr tanzte er leidenschaftlich Breakdance. Mit 18 Jahren, 1985, sah er zum ersten Mal in seinem Skigebiet Spitzingsee einen Snowboardfahrer. Es war der kanadische Snowboardprofi Ken Achenbach. Bauer sprach ihn an und lieh sich für ein paar Stunden sein Board. Obwohl Bauer andauernd stürzte, war er so begeistert von der neuen Sportart, dass er sich gleich am nächsten Tag, bei der ISPO in München am Burton-Stand, ein Burton Elite 140 mit Schwalbenschwanz kaufte. Weil daraufhin zwei seiner Freunde auch Snowboard fahren wollten, kaufte er noch zwei Burton Cruzer 165. Mit einem davon fuhr er dann die nächsten zwei Jahre und gewann damit seine ersten Wettbewerbe. Der erste Sieg, ein Jahr später, 1986, war auf dem Gletscher des Kitzsteinhorn bei den Austrian Open und beim Slalomwettbewerb. Er gewann dabei auch die Aufmerksamkeit des anwesenden Jake Burton, der Bauer anbot, ihn zu sponsern. Burton versprach auch alle Kosten für die wenige Monate später beginnende Snowboardweltmeisterschaft in St. Moritz (Alpine-Wettbewerbe) und Livigno (Freestyle-Wettbewerbe), 1987, zu übernehmen, bei der Bauer schon als Burtonfahrer mit neuem Safari-Board bei den alpinen Disziplinen antrat und Zweiter hinter dem US-Amerikaner Mark Heingartner (ebenfalls ein Burtonfahrer) im Riesenslalom wurde. Einen weiteren Contest im selben Jahr im Stubaital konnte er sogar vor der US-Konkurrenz gewinnen. Es dauerte nicht lange und Bauer wurde auch Burton-Teamfahrer.
Dies fiel in eine Zeit, als die Firma Burton ihre Boards in Österreich produzieren lassen wollte, weil sowieso schon viele Einzelteile von dort kamen, und Burton im europäischen Markt Fuß fassen wollte. Jake Burton suchte also gezielt auch nach einem europäischen Athleten, der seine Produkte repräsentierte. 1996 sagte Burton im Vorwort von Die Farbe des Schnees über Bauer: „In den letzten zehn Jahren (...) hatte niemand mehr Einfluss auf die alpinen Fahrtechniken als Peter.“
1986 hilft Bauer mit, einer der ersten Snowboardschulen in Deutschland zu gründen, Schnee-Aktivitäten am Liftgebiet Spitzingsee von Martina Loch. 1988 veröffentlichte er dann das Buch Snowboarding: Gleiten über weisse Wellen. Zusammen mit Jean Nerva galt er als Hauptvertreter der Euro-Carver, die im Gegensatz zu den Amerikanern mit asymmetrischen Boards, Plattenbindung und Hardboots fuhren.
1988, bei der Weltmeisterschaft in Breckenridge (Colorado), gewinnt Bauer in beiden alpinen Disziplinen (Super-G und Slalom) den Titel. Das amerikanische Transworld Snowboarding Magazin zeigte Bauer auf dem Titel ihrer Ausgabe Januar/Februar 1989. Bei der Europameisterschaft 1991 in Ischgl belegte er den zweiten Platz und setzt sich im Slalom gegen den jungen Terje Håkonsen durch (der allerdings mit Softboots und Schalenbindungen sowie einem weichen Freestyle-Snowboard antrat und trotzdem Vierter wurde). Der Sportscheck Winterkatalog 1992/1993 zeigt auf dem Titelbild Peter Bauer beim Snowboarden, gemalt von dem bildenden Künstler und Illustrator Alfons Kiefer, der beispielsweise auch die Album-Cover der Anthology-Reihe der Beatles gestaltete. Bei der Europameisterschaft 1992 gelingt es ihm zum letzten Mal bei einer internationalen Meisterschaft, Plätze auf dem Treppchen zu erreichen; Platz zwei im Parallelslalom und Platz drei im Parallelriesenslalom. 1993 erreichte er bei der World Pro Tour einen dritten Platz im Bereich Slalom.
Für die Saison 1994/95 entwarf er zusammen mit Jean Nerva eines der letzten asymmetrischen Boards und designte für Plattenbindungen das Burton Alp. Zuvor hatten sie schon gemeinsam das Burton PJ (Saison 1989/90) entworfen, für dessen Veröffentlichung Burton eigens den Kurzfilm Pachamama drehte. 1996 erschien sein Buch Die Farbe des Schnees, eine Art Biographie, in der er über seine Leidenschaft Snowboarden schrieb. Bauer war auch an der Entwicklung anderer Produkte beteiligt, die er vertrat, wie bei Windsurfing Chiemsee, Reusch und T-Line.
1996 beendet er beim Weltcup in Davos nach über 10 Jahren seine aktive Karriere, in der er in allen Wettbewerbskategorien teilgenommen hatte, wie Slalom und Riesenslalom, Abfahrt, Halfpipe, BoarderCross und auch Buckelpiste, so wie bei den Extremrennen wie King of the Hill in Alaska und Xtreme-Verbier. Er blieb weiterhin bei Burton und arbeitete im R & D Department, bis er Burton 2002 verließ (als Burton keine Raceboards mit Plattenbindungen für Hardboots mehr herstellte, der Hauptbereich, in dem Bauer bei Burton tätig war). 1997 trat er bei der Fernsehshow Wetten, dass..? mit der Wette auf, dass er auf einem parallel ausgeflaggten Kurs in zwei Läufen schneller sei als der damalige Riesenslalom-Weltmeister Michael von Grünigen, verlor aber die Wette. Bauer initiierte das Internetprojekt Powderhausen, eine Schnee-Community.
2004 überredete ihn sein Freund Anian Thrainer Amplid zu gründen, die erste Firma, die von Tag eins an Skier und Snowboards produzierte. Bauer nutzte seine Kontakte und so konnten sie die Amplid-Skier und -Snowboards in der Produktionshalle von Burton, der Skifabrik Oldenburg in Waidhofen an der Ybbs, herstellen lassen (bis 2008). Danach wurden die Boards bei Elan und bei Capita Snowboards (klimaneutral in der „Mothership Advanced Research Station 1“) in Feistritz an der Gail hergestellt, die Bindungen kamen aus Fernost. Seit Sommer 2019 werden die Amplid Snowboards bei Playmaker in Taiwan hergestellt, die u. a. auch die Snowboards für Nitro produzieren.
Mittlerweile ist Thrainer ausgeschieden (2013) und Amplid baut seit 2020 nur noch Snowboards, besonders für den Tiefschnee und für Snowboardtouren, und baute 2013/14 das weltweit leichteste Splitboard. 2018 erschien das limitierte JN166, zu Ehren seines ein Jahr zuvor an Krebs verstorbenen Freundes Jean Nerva. Seit Ende 2020 ist Amplid nach eigenen Angaben durch CO2-Kompensation (Plant-for-the-Planet) klimaneutral.
Peter Bauer fährt noch immer nach eigener Aussage in 2016 an 130 Tagen im Jahr Snowboard. Er lebte acht Jahre in Courmayeur und heute auf einem Bauernhof in Fischbachau sowie am Wochenende in der Heimat seiner Frau Julia in Fiss, wo diese mehrere Luxus-Ferienwohnungen betreibt. Bauer hat mit ihr zwei Töchter. Seine ältere Tochter Paula gewann schon erste Snowboard-Contests, zuletzt den Laax Suddenrush Banked Slalom im März 2020 wie auch 2023.

## Sonstiges
- Aktuell fährt Bauer alle seine Boards im sogenannten Duck Stance. Der Bindungsabstand (Stance) beträgt 58 cm, die vordere Bindung ist auf 21° eingestellt, die hintere auf −6°.[22] Um 1990 waren es bei Freestyleboards noch 30° vorne und 0° hinten. Bei Alpin-/Raceboards werden auch heute noch Winkel bis 60°, bei schmalen Boards auch noch steiler, gefahren.[23]

## Auszeichnung
- Transworld Snowboarding, Racer of the year 1991[24]